# Tupolew Tu-444
Die Tupolew Tu-444 war die Bezeichnung eines Entwurfs für ein Überschall-Geschäftsreiseflugzeug des russischen Herstellers Tupolew. Das Projekt muss als eingestellt gelten, entsprechende Seiten und Hinweise auf den Webseiten von Tupolew wurden vor mehreren Jahren (Stand 2017) offline genommen.

## Geschichte
Tupolew verfügt über umfangreiche Erfahrung mit der Projektierung und der Herstellung von größeren Überschallflugzeugen, sowohl im militärischen Bereich, etwa dem Langstreckenjäger Tupolew Tu-128, den Mittelstreckenbombern Tu-22 und Tu-22 M3 sowie dem strategischen Bomber Tu-160, als auch im zivilen Bereich mit der Tu-144 und deren Derivat Tu-144LL.
Allerdings verbieten die aktuellen Vorschriften in Bezug auf Umwelt- und insbesondere Lärmschutz es de facto, ein ökonomisch umsetzbares Projekt eines großen Überschallverkehrsflugzeugs zu starten. Realistischer erscheint die Konstruktion eines kleineren Geschäftsreiseflugzeugs. Dieses Projekt erhielt die Bezeichnung Tu-444. Vor allem ist es wesentlich billiger, ein solches Flugzeug zu realisieren, als es bei einem Verkehrsflugzeug der Fall wäre, und die Einhaltung der Umweltschutzvorschriften ist wesentlich einfacher zu bewältigen. Dies erfordert jedoch neue Entwicklungen. Auch müssen gegebenenfalls Start und Landung automatisiert werden, um den Anforderungen gerecht zu werden.
Analysen bekannter Wirtschaftsinstitute haben ergeben, dass der Markt für solche Flugzeuge etwa 400 bis 700 Stück beträgt. Bedingung dafür ist lediglich, dass die Überschallmodelle nicht mehr als 20 % teurer sein sollten als herkömmliche Flugzeuge. Wichtigstes Argument ist dabei, dass interkontinentale Dienstreisen an einem Tag abgewickelt werden können und vor Ort trotzdem ein ganzer Arbeitstag zur Verfügung steht.
Wesentlicher Punkt ist die gleich bleibende Wirtschaftlichkeit sowohl im Unter- wie im Überschallbereich. Auch unterscheiden sich die Reichweitenleistungen in den beiden Betriebszuständen nicht.

## Konstruktion
Bei dem Entwurf handelt es sich um einen zweistrahligen Tiefdecker mit Doppel-Delta-Flügel, einfachem Seitenleitwerk und einer Kippnase. Die beiden Triebwerke befinden sich unterhalb der Tragfläche. Zusätzlich befindet sich ein Hilfstriebwerk (APU) im Heck. Das Flugzeug soll weitestgehend aus Verbundwerkstoffen gebaut werden.

## Technische Daten
| Kenngröße                        | Daten                       |
| -------------------------------- | --------------------------- |
| Besatzung                        | 2 Piloten / 1 Flugbegleiter |
| Passagiere                       | 6 bis 10                    |
| Länge                            | 36,00 m                     |
| Spannweite                       | 16,2 m                      |
| Höhe                             | 6,51 m                      |
| Flügelfläche                     | 136 m²                      |
| Flügelstreckung                  | 1,9                         |
| Leermasse                        | 19.300 kg                   |
| Nutzlast                         | 1000 kg                     |
| Startmasse                       | maximal 41.000 kg           |
| Reisegeschwindigkeit Unterschall | 1050 km/h                   |
| Reisegeschwindigkeit Überschall  | 2125 km/h                   |
| Reichweite                       | 7500 km                     |
| Startbahn                        | 1830 m                      |
| Triebwerke                       | 2× Saturn AL-31M            |
| Schub                            | 2× 95,12 kN                 |